# Еленово (област Сливен)
Вижте пояснителната страница за други значения на Еленово.
Елèново е село в югоизточната част на България, община Нова Загора, област Сливен.

## География
Село Еленово се намира на около 36 km юг-югозападно от областния център град Сливен, около 16 km югоизточно от общинския център град Нова Загора и около 20 km североизточно от град Раднево. Разположено е в южното подножие на Светиилийските възвишения, чийто най-висок връх Острата вила (Острия чатал, 415,9 m) е на около 4 km север-североизточно от центъра на селото. Надморската височина в центъра на Еленово е около 229 m. Северно от селото има кварцови жили с дебелина 0,2 – 2.0 m и дължина 10 – 15 m. Климатът е преходно-континентален; почвите в землището са преобладаващо лесивирани и смолници.
През селото минава третокласният републикански път III-5503, който на запад води през село Сокол до връзка в село Радево с второкласния републикански път II-55 и по него на север към град Нова Загора, а на изток през селата Златари, Бояджик и Болярско – към град Ямбол.
Землището на село Еленово граничи със землищата на: село Питово на север; село Златари на изток; село Прохорово на югоизток; село Бял кладенец на юг; село Новоселец на югозапад; село Млекарево на запад; село Сокол на северозапад; село Омарчево на северозапад.
Около селото има множество малки язовири.

## История
Селото се споменава в османотурски данъчни регистри от 1577 г. под името Мурадлу. След Руско-турската война (1877 – 1878 г.) по Берлинския договор 1878 г. селото – носещо име Караджа Муратлии, остава в Източна Румелия; присъединено е към България след Съединението 1885 г., а през 1934 г. е преименувано на Еленово.
Училище в село Караджа Муратлии (Еленово) – според местно предание, е имало и преди Освобождението. Първоначално училище е открито в селото през 1879 г. През периода 1891 – 1903 г. училището се помещава в старата църковна сграда, а впоследствие до 1907 г. – в частни къщи. През 1909 г. е построена училищна сграда по план на тогавашното Министерство на народното просвещение. Методът на обучение на учениците до 1907 г. е бил взаимоучителен, учениците са пишели на пясък, по-късно на плочи, преподавали се предимно духовни предмети. Училището като първоначално, по документи, е съществувало от 1891 до 1910 г. Прогимназия е създадена през 1910 г. През 1937 г. прогимназията и първоначалното училище се обединяват и училището получава наименованието „Христо Ботев“. Училището е притежавало поземлен фонд около 50 ha и част от приходите от него са заделяни за постройка на училище и подпомагане на бедни деца. През 1958 г. към прогимназиалния курс минават и учениците от селата Сокол и Прохорово, във връзка с което в стара постройка в училищния двор е устроено общежитие.
Основното училище „Христо Ботев“ в село Еленово е закрито през 2008 г.
Църквата „Свети пророк Йеремия“ в село Караджа Муратлии (Еленово) е построена през 1893 г. от майстор Рачо от Тревненско под ръководството на свещеника Мина поп Стоянов. Средствата за строежа са набирани от доброволни помощи от населението на селото и околните села. Осветена е на 1 май 1902 г. от Старозагорския митрополит Методий Кусев.
За основаването на читалище в село Караджа Муратлии (Еленово) различни източници сочат различни години: 1919 г.; 1911 г.; 1908 г. (година на образуване, посочена в името на читалището „Светлина – 1908“ при регистрацията му). Читалището поставя през 1918 г. самодейно първата пиеса – „Пленникът от Трикери“. По-организирана дейност започва през 1928 г., когато се основава театрален състав и се представят няколко пиеси. Новата читалищна сграда се открива през ноември 1961 г. Към май 2005 г. читалищната библиотека разполага с 9800 тома литература.

## Население
Населението на село Еленово наброявало 1698 души при преброяването към 1934 г. и 1815 към 1946 г., намалява до 366 (по служебен документ на НСИ от 2022-12-31) към 2022 г.
При преброяването на населението към 1 февруари 2011 г., от обща численост 455 лица, за 392 лица е посочена принадлежност към „българска“ етническа група, за 0 – към „турска“, за 47 – към „ромска“, за „други“ и „не се самоопределят“ не са посочени данни и за 9 – „не отговорили“.

## Религии
Православно християнство.

## Обществени институции
Село Еленово към 2023 г. е център на кметство Еленово.
В село Еленово към 2023 г. има:
- действаща детска градина "Щастливо детство"
- Дружинка след ловен излетПетко Митев ,управлявал ловна дружина 25 годиниловно-рибарска дружинка
- действащо читалище „Светлина – 1908“;[16]Цанка Радева-читалищен настоятел,приветствиеДиян Бонев- председател читалищеГалина Господинова -водеща на събор,2023
- православна църква „Свети пророк Йеремия“;[17]
- пощенска станция.[18]

## Културни и природни забележителности
В местността „Юреня“ се намира могилен некропол, чието проучване започва от 1998 г. Проучени са следните съоръжения: каменна могила в центъра на могилата; каменна крепида; каменно съоръжение от отделни монолити, оградено от крепидата; каменен кожух с диаметър 14,50 m и височина от 0,80 до 1,15 m; 4 каменни кръга.
В библиотеката на читалището е открита компютърна зала по проект „Глобални библиотеки – България“ – етап 2010 г.
През 2010 г. излиза от печат първата книга за селото – „Еленово 1577 – 2010“ с автор Димитрина Стоянова Стоянова.
Еленово има два парка.

## Редовни събития
Ежегодно на втория ден на Великден в Еленово се провеждаше Великденски фолклорен събор и конкурс за народни изпълнители на името на известния гъдулар Минчо Недялков. до 2016 г.Съборът води началото си от 1997 г. След преминалите 20 издания на събора в Еленово, като Великденски фолклорен събор, от 2017 г. негов наследник е Фолклорният събор „Еленово“, който се провежда ежегодно в навечерието на 1 май – празника на селото. Провежда се  сред природата, в близка до селото местност"Кара дере".
През 2020 г не се провежда фолклорен събор поради COVID пандемията.
Празникът на селото е 1 май, денят на Свети пророк Йеремия.
На 27 май 2023 г. е проведен Шестият фолклорен събор (без конкурсен характер, със спортно-забавни игри, както и състезания – индивидуални и отборни).

## Други
Селото има добри предпоставки за развитието на лозаро-винарство, пчеларство, говедовъдство, растениевъдство, риболов и други, както и за селски и ловен туризъм.
Ловно -рибарска дружинка съществува от 50 -те години и до днес.Към 2023 г наброява 65 членове.Извършва се ловно-стопанска дейност,като разселване и доотглеждане на фазани / волиер/.Изградена приветлива и хубава сграда за лов,отдих,туризъм ,кътове за почивка, за раздумка след ловните излети.

## Галерия
- Лого на село Еленово
- Указателна табела към библиотеката
- Еленово някога
- Читалищна сграда
- Юреня, могилен некропол
- Юреня, могилен некропол
- Църквата
- Към църквата
- Храм „Св. Пророк Еремия“
- Библиотека
- Библиотечен изглед
- Гост от Америка
- Пионерска техническа станция „Антена“
- Любимо мое Еленово
- XXVI Старопланински събор „Балкан фолк“, 11 – 15 май 2023 г. – гр. Велико Търново
- Емблема на Фолклорния събор в Еленово, 2018 г.
- Емблема на Еленово (от вълна)
- Сцената
- Кът за спомен от Еленово
- Естрада и фолклор, с Веселин Маринов
- Участие на певческа група в „Балкан фолк“, Велико Търново – 2023 г.